# 红顶短趾百灵
红顶短趾百灵（学名：Calandrella cinerea），是百灵科短趾百灵属的一种，是全面迁徙的候鸟，分布于津巴布韦、加蓬、埃塞俄比亚、斯威士兰、厄立特里亚、赞比亚、博茨瓦纳、安哥拉、索马里、南非、卢旺达、纳米比亚、尼日利亚、沙特阿拉伯、也门、肯尼亚、坦桑尼亚、布隆迪、刚果民主共和国、阿曼、刚果、马拉维、乌干达、莱索托和莫桑比克。全球活动范围约为6,050,000平方千米。该物种的保护状况被评为无危。
红顶短趾百灵的平均体重约为23.4克。栖息地包括盐水湖、亚热带或热带的（低地）干草原、亚热带或热带的高海拔草原、耕地和盐沼。